# Tysklands Grand Prix 1986
Tysklands Grand Prix 1986 var det tionde av 16 lopp ingående i formel 1-VM 1986.

## Resultat
1. Nelson Piquet, Williams-Honda, 9 poäng
2. Ayrton Senna, Lotus-Renault, 6
3. Nigel Mansell, Williams-Honda, 4
4. René Arnoux, Ligier-Renault, 3
5. Keke Rosberg, McLaren-TAG (varv 43, bränslebrist), 2
6. Alain Prost, McLaren-TAG (43, bränslebrist), 1
7. Derek Warwick, Brabham-BMW
8. Patrick Tambay, Team Haas (Lola-Ford)
9. Alan Jones, Team Haas (Lola-Ford)
10. Gerhard Berger, Benetton-BMW
11. Stefan "Lill-Lövis" Johansson, Ferrari (41, trasig vinge)
12. Allen Berg, Osella-Alfa Romeo

### Förare som bröt loppet
- Christian Danner, Arrows-BMW (varv 38, turbo)
- Huub Rothengatter, Zakspeed (38, växellåda)
- Jonathan Palmer, Zakspeed (37, motor)
- Martin Brundle, Tyrrell-Renault (34, elsystem)
- Riccardo Patrese, Brabham-BMW (22, turbo)
- Andrea de Cesaris, Minardi-Motori Moderni (20, växellåda)
- Alessandro Nannini, Minardi-Motori Moderni (19, överhettning)
- Johnny Dumfries, Lotus-Renault (17, kylare)
- Thierry Boutsen, Arrows-BMW (13, turbo)
- Philippe Alliot, Ligier-Renault (11, motor)
- Piercarlo Ghinzani, Osella-Alfa Romeo (10, koppling)
- Philippe Streiff, Tyrrell-Renault (7, motor)
- Michele Alboreto, Ferrari (6, transmission)
- Teo Fabi, Benetton-BMW (0, olycka)